# Kościół Adwentystów Dnia Siódmego w Mołdawii
Kościół Adwentystów Dnia Siódmego w Mołdawii – adwentystyczny związek wyznaniowy w Mołdawii, będący częścią globalnego Kościoła Adwentystów Dnia Siódmego. Kościół liczy 8912 wiernych.

## Statystyka
W 1989 roku w Mołdawii było 4453 wiernych skupionych w 56 zborach.
W roku 1998 w Mołdawii było już ponad 10 tys. adwentystów, w roku 2004 Mołdawię zamieszkiwało już ponad 11 tys. adwentystów, następnego roku Kościół osiągnął największą liczbę wyznawców szacowaną na 11 634 osób, rok później Kościół stracił 183 osoby, w następnych latach postępował spadek liczby wiernych do nieco ponad 8,9 tys. w 2017 roku.
W 2017 roku było 8912 ochrzczonych dorosłych osób, skupionych w 140 zborach.
Kościół należy do Wydziału euroazjatyckiego Kościoła Adwentystów Dnia Siódmego.